# بهشت (آلبوم لانا دل ری)
«بهشت» (به انگلیسی: Paradise) آلبومی از هنرمند اهل ایالات متحده آمریکا لانا دل ری است که در ۹ نوامبر ۲۰۱۲ منتشر شد.
این آلبوم در چارت‌های ، لهستان، فلاندرز جزو ده آلبوم اول قرار گرفت.